# میلوش وولیچ
میلوش وولیچ (سیریلیک صربی: Милош Вулић؛ زادهٔ ۱۹ اوت ۱۹۹۶) بازیکن فوتبال اهل صربستان است.
وی همچنین در تیم ملی فوتبال صربستان بازی کرده‌است.